# Valentin Kononen
Valentin Kononen (Helsínquia, 7 de março de 1969) é um ex-atleta finlandês especialista na marcha atlética.
Kononen ganhou a medalha de ouro no Mundial de 1995, em Gotemburgo. Ele também conquistou medalhas de prata no Campeonato Mundial de 1993 em Stuttgart, e no Campeonato Europeu de 1998, em Budapeste.
Participou de três edições dos Jogos Olímpicos entre 1992 e 2000, e teve como melhor resultados dois sétimo lugares obtidos em Barcelona 1992 e Atlanta 1996.